# Менетий (сын Актора)
Менетий (Менойтий, др.-греч. Μενοίτιος) — персонаж древнегреческой мифологии. Упомянут в «Илиаде».
Сын Актора (либо брат Пелея). У Пиндара назван потомком Актора и Эгины. Из Опунта. Аргонавт. Друг Геракла, принес ему в жертву кабана, быка и барана и велел ежегодно приносить в Опунте жертвы. Отец Патрокла.